# Вила Кампомори (Болоња)
Вила Кампомори (итал. Villa Campomori) је насеље у Италији у округу Болоња, региону Емилија-Ромања.
Према процени из 2011. у насељу је живело 107 становника. Насеље се налази на надморској висини од 172 м.